# Sectorfonds
Een sectorfonds is een fonds, dat tot doel heeft het vermeende algemene belang van een bedrijfstak, zoals de bouwsector, de landbouw, industrie of de detailhandel te behartigen.

## Activiteiten
Het sectorfonds is met name ingesteld om uitkeringen te betalen in het kader van de werkloosheidswet. Het gaat dan om uitkeringen in de eerste 6 maanden dat iemand werkloos is. De fondsen zijn ingesteld als stimulans om WW-lasten per sector te beperken. Een gedeelte van de premie voor de sectorfondsen kwam tot 2014 voor de kinderopvang. 

## Premies
De premies worden betaald door de werkgever en zijn daarmee een onderdeel van de werkgeverslasten. De voornaamste inkomstenbronnen voor de sectorfondsen zijn de verplichte afdrachten door bedrijven en werknemers in de sector. Omdat in bepaalde sectoren de werkloosheid hoger is, is er voor hen een hogere sectorpremie. Het gaat onder andere om de sectoren bouw, cultuur, horeca, schildersbranche en landbouw. 
Bij de premieberekening kan onderscheid zijn aangebracht voor medewerkers met een vast contract en een flexibel of tijdelijk contract. Deze premie houdt rekening met het hogere risico op werkloosheid voor mensen met een tijdelijk contract.